# Dolce Vita (Album)
Dolce Vita ist das dritte Studioalbum der deutschen Rock-’n’-Roll-Band Spider Murphy Gang. Es erschien im Sommer 1981. Musikalisch ist es ein Rock-’n’-Roll-Album, allerdings wurden einige Songs wie etwa Skandal im Sperrbezirk später auch der Neuen Deutschen Welle zugeordnet.

## Entstehung und Artwork
Die Aufnahmen zum Album fanden im Rainbow Studio in München statt, Harald Steinhauer produzierte die Platte gemeinsam mit der Band. Sänger und Bassist Günther Sigl schrieb alle Stücke, nur Schuitog ist ein Cover von School Days von Chuck Berry. Den deutschen Text des Songs schrieb ebenfalls Sigl. Steinhauer, Klaus Röttger und Peter Sigl übernahmen den Hintergrundgesang bei diesem Titel. Mit Ausnahme von Skandal im Sperrbezirk und Herzklopfen sind alle Titel im Dialekt gesungen.
Das Cover des Albums wurde von Dirk Weber und der Firma Kochlowski gestaltet. Es zeigt die Band an einem Swimming Pool in Liegestühlen, im Hintergrund stehen sommerlich bekleidete Schaufensterpuppen. Die Schrift ist collagenartig angeordnet.

## Veröffentlichung
Das Album erschien im Sommer 1981. Im September wurde die erste Single Skandal im Sperrbezirk veröffentlicht. Sie wurde von vielen Sendern wegen des angeblich anstößigen Textes boykottiert, auch von der ZDF-Hitparade wurde das Lied nicht gespielt. Dennoch wurde das Lied zum ersten und einzigen Nummer-eins-Hit der Band. Auch die zweite Single Schickeria erreichte mit dem die Münchener Schickeria beschreibenden Songtext schnell deutschlandweite Bekanntheit.

## Titelliste
| Nr. | Titel                                          | Länge |
| --- | ---------------------------------------------- | ----- |
| 1.  | Schickeria                                     | 3:41  |
| 2.  | Wer wird denn woana                            | 3:40  |
| 3.  | Zwoa Zigarettn                                 | 2:37  |
| 4.  | Vis-à-vis                                      | 3:07  |
| 5.  | Skandal im Sperrbezirk                         | 3:39  |
| 6.  | Schuitog                                       | 3:06  |
| 7.  | Mit’n Frosch im Hois und Schwammerl in de Knia | 3:43  |
| 8.  | Dolce-Vita-Rita                                | 3:47  |
| 9.  | Oa moi oans                                    | 2:32  |
| 10. | Herzklopfen                                    | 5:14  |

## Rezeption

### Charts und Chartplatzierungen
Dolce Vita entwickelte sich zum bestverkauften Album in Deutschland des Jahres 1982 und erreichte Platinstatus. Im Zeitraum vom 15. März bis zum 23. Mai 1982 belegte es – mit Unterbrechungen durch Michael Schanzes WM-Album Olé España – für insgesamt acht Wochen Platz eins der Charts. Insgesamt war es 91 Wochen chartnotiert, vom 29. Juni 1981 bis zum 28. März 1983. Aber auch in den Niederlanden (Platz 20) und in Österreich (Platz eins) war das Album erfolgreich.
| ChartsChartplatzierungen | Höchstplatzierung | Wochen |
| ------------------------ | ----------------- | ------ |
| Deutschland (GfK)        | 1 (91 Wo.)        | 91     |
| Österreich (Ö3)          | 1 (20 Wo.)        | 20     |

| ChartsJahrescharts (1982) | Platzierung |
| ------------------------- | ----------- |
| Deutschland (GfK)         | 1           |
| Österreich (Ö3)           | 8           |

### Auszeichnungen für Musikverkäufe
| Land/Region        | Auszeichnungen für Musikverkäufe (Land/Region, Auszeichnung, Verkäufe) | Verkäufe |
| ------------------ | ---------------------------------------------------------------------- | -------- |
| Deutschland (BVMI) | Platin                                                                 | 500.000  |
| Insgesamt          | 1× Platin ·                                                            | 500.000  |